# 松鶴家光晴・浮世亭夢若
松鶴家光晴・浮世亭夢若（しょかくやこうせい・うきよていゆめわか）は、昭和期に活躍した日本の漫才師。出囃子は『おそづけ』。

## メンバー
- 松鶴家光晴（1904年12月26日[1] - 1967年5月29日　63歳没）本名：小林清一。立ち位置は向かって右。
滋賀県彦根市生まれ、実家は理髪店。
- 浮世亭夢若（1915年[2] - 1960年10月5日　45歳没）本名：吉田重雄。立ち位置は向かって左。
実家は呉服屋で浮世亭夢丸の弟子。

## 来歴・人物
光晴は19歳で初代松鶴家千代八の弟子になる。最初夫人の愛子とコンビを組んだ、浮世亭夢路と組んだが夢路は1935年9月に29歳で死去、その後夢路の兄弟弟子の夢若と組んだ。戦前から吉本の寄席小屋で活躍。戦後は戎橋松竹等に出演。千土地興行所属。
光晴は浪花節を志していたが悪声で断念。しかしその悪声を生かした浪花節の真似や歌舞伎の俄（パロディー）で売る。夢若は端正な顔立ちで身の軽さで踊ったりもした。
1952年から1年間は新日本放送（現在の毎日放送）の専属となる。1954年からは、中田ダイマル・ラケット・浮世亭歌楽・ミナミサザエらとともに朝日放送の専属となり、「漫才教室」の司会で光晴の「ベンキョー、ベンキョー」が名物となった。
人気絶頂の1960年、和歌山県白浜町の職人宿で夢若が急死。
この経緯は、事業家の一面を持っていた夢若が妻のやっていたタバコ屋と自宅を売り払い、大阪府池田市に施設を建て血統書付きの犬を繁殖・販売する（現代でいうブリーダー）という事業を始めようとしていたが、工事中に死亡事故が発生し当時の金額で数百万円の補償金などを支払わなければならなくなった。しかし、既に千土地興行から多くの借金をしていてこれ以上借りられず、師匠の夢丸・浮世亭歌楽兄弟に相談したところ「金は工面したるさかい、おまはんは隠れとき」と言われ、その日は舞台もあったがすっぽかして白浜町に行った。そこの職人宿でストレスからか大量の酒と睡眠薬を飲み、その後一門と連絡を取ろうとしたがその宿は建て替えたばかりで電話が通っておらず、不安定な心身の状態で外出したまま戻らず、その後変死体で発見される。当時は自殺と報道されたが、人生幸朗は自殺説を否定している。
光晴は夢若の死後、吾妻ひな子や1965年からは夢若の弟子の浮世亭秀若とコンビを組み漫才を続けるが、相方の急死のショックや入れ歯の噛み合わせに悩まされていた事などから全盛期ほどの人気や芸は戻らず、1967年に狭心症により亡くなった。
二人はコンビ仲が悪いことで知られ、楽屋でも一緒にいることはほとんどなかったという。漫才の稽古、打ち合わせも殆どしなかった。タクシーでの現場移動でも別々にするほどだった。しかし自分より若い相方の夢若の葬儀・告別式では光晴は芸人・関係者がいるにもかかわらず大泣きしていたという。それほど相方思いであった。
代表作に「お笑い曽我物語」「お笑い勧進帳」「お笑い忠臣蔵」「社長哲学」（スト撃退法）「お笑い春が来た」（お国自慢、浮かれ蛙、春に浮かれて）などがある。　
晩年の多くのネタは香川登志緒が書き、光晴・夢若も信頼していた。

## 出演
- 大阪の女

## 弟子
- 松鶴家晴之助・政丸 - 光晴の弟子
- 五代目平和日佐丸 - 夢若の弟子
- 梅乃竹夫（後のルーキー清二） - 夢若の弟子

## 受賞歴
- 2000年  第5回上方演芸の殿堂入り